# Echthronomas nanjingensis
Echthronomas nanjingensis är en stekelart som beskrevs av Mao-Ling Sheng och Ge 1994. Echthronomas nanjingensis ingår i släktet Echthronomas och familjen brokparasitsteklar. Inga underarter finns listade i Catalogue of Life.